# Clayeures
Clayeures település Franciaországban, Meurthe-et-Moselle megyében. Lakosainak száma 175 fő (2022. január 1.). Clayeures Borville, Einvaux, Froville, Landécourt, Moriviller és Rozelieures községekkel határos.

## Népesség
A település népességének változása:
| Lakosok száma | 192  | 156  | 148  | 177  | 197  | 194  | 187  | 181  | 179  | 175  |
|               | 1968 | 1982 | 1990 | 2006 | 2013 | 2015 | 2017 | 2019 | 2020 | 2022 |